# Martin Lébl
Martin Lébl (* 12. April 1980 in Prag) ist ein tschechischer Volleyball- und Beachvolleyballspieler.

## Karriere

### Hallenvolleyball
Lébl begann seine Karriere 1993 in der Jugendmannschaft von Olympia Prag. Nachdem er in der Saison 1995/96 in Odolena Voda gespielt hatte, wechselte er zu VK Ústí nad Labem und wurde dort in seiner ersten Saison gleich tschechischer Meister. Ein Jahr später folgte der Pokalsieg. Anschließend ging er nach Belgien zu Noliko Maaseik. 1999 wurde er erstmals in die tschechische Nationalmannschaft berufen. Mit Maaseik gewann er 2001 und 2002 jeweils das Double. Mit der Nationalmannschaft verpasste er bei der Europameisterschaft 2001 im eigenen Land knapp die Bronzemedaille, war jedoch in der Einzelwertung bester Angreifer.
Nach diesen Erfolgen verpflichtete ihn der italienische Club Perugia Volley. Im Sommer 2003 wurde er auch in der Weltliga als bester Angreifer geehrt. 2007 kam Lébl zu Lube Macerata und gewann zweimal in Folge den italienischen Pokal. In der Saison 2008/09 erreichte Macerata den vierten Platz in der Champions League und Lébl erhielt eine Auszeichnung als bester Angreifer. 2010 wechselte er schließlich zu M. Roma Volley, wo er 2012 seine Hallenkarriere beendete.

### Beachvolleyball
Lébl spielte 1999 und 2000 seine ersten FIVB-Turniere mit Michal Palinek. Das Duo erreichte unter anderem einen neunten Platz in Toronto und einen vierten Rang in Marseille. Bei der Weltmeisterschaft 1999 kamen sie an gleicher Stelle allerdings nicht über Platz 41 hinaus. Erfolgreicher verlief die Europameisterschaft 2000, bei der die Tschechen erst kurz vor dem Halbfinale an den Schweizer Brüdern Martin und Paul Laciga sowie den Russen Karassew/Saifulin scheiterten. Gegen die Laciga-Brüder verloren Lébl/Palinek auch das erste Spiel im olympischen Turnier von Sydney, das für sie in der zweiten Verliererrunde gegen die Spanier Bosma/Díez endete.
2007 kehrte Lébl an der Seite von Michal Biza zurück zu den internationalen Beachvolleyball-Turnieren. Bei der WM in Gstaad schied das Duo trotz eines Auftaktsieges gegen die späteren Finalisten Barsuk/Kolodinski aus Russland nach der Vorrunde als Gruppenletzter aus. 2010 spielte Lébl beim Grand Slam in Rom mit Přemysl Kubala und bei den Prag Open mit Jaroslav Pavlas, ehe er ein neues Duo mit dem gebürtigen US-Amerikaner Michael Placek bildete.